# Casimiro Marcó del Pont
Francisco Casimiro Marcó del Pont Ángel Díaz y Méndez (Vigo, Espanha, 1777 — Luján, Argentina, 1819) foi um militar espanhol e governador da Coroa Espanhola no Chile. É uma das figuras fundamentais da independência do Chile, já que foi o último espanhol a presidir o governo colonial do Chile com o título de Governador entre 1815 e 1817, quando foi deposto pelas forças patriotas que entraram em Santiago logo após a Batalha de Chacabuco.